# Acacia deanei
Acacia deanei é uma espécie de leguminosa do gênero Acacia, pertencente à família Fabaceae.